# Dave Bacuzzi
Dave Bacuzzi (Islington, 1940. október 12. – Dublin, Írország, 2020. április 21.) ifjúsági válogatott angol labdarúgó, hátvéd, edző.

## Pályafutása
Az Eastbourne United korosztályos csapatában kezdte a labdarúgást. 1958 és 1964 között az Arsenal, 1964 és 1966 között a Manchester City, 1966 és 1970 között a Reading labdarúgója volt. 1970 és 1974 között az ír Cork Hibernians játékos-edzőjeként tevékenykedett, ahol egy bajnoki címet és két írkupa-győzelmet ért el.
1974 és 1984 között a Home Farm vezetőedzője volt és egy írkupa-győzelmet szerzett a csapattal. Közben, 1973 és 1977 között az ír ligaválogatott szakmai munkáját is irányította. 1985-ben a Shamrock Rovers segédedzőjeként tevékenykedett.
Az 1950-es évek végén hét alkalommal szerepelt az angol ifjúsági válogatottban. 1971–72-ben kétszer játszott az ír ligaválogatottban.
2020. április 21-én hunyt el koronavírus-fertőzés következtében.

## Sikerei, díjai

### Játékosként
Manchester City
- Angol bajnokság – másodosztály (Second Division)
  - bajnok: 1964–65

### Edzőként
Cork Hibernians
- Ír bajnokság (League Ireland)
  - bajnok: 1970–71
- Ír kupa (FAI Cup)
  - győztes (2): 1972, 1973

 Home Farm
- Ír kupa (FAI Cup)
  - győztes: 1975